# Tasso (Benin)
Tasso ist ein Ort und ein Arrondissement im Departement Borgou im westafrikanischen Staat Benin. Es ist eine Verwaltungseinheit, die der Gerichtsbarkeit der Kommune Nikki untersteht. Die östliche Grenze des Arrondissements ist gleichzeitig die Staatsgrenze zu Nigeria.

## Demografie und Verwaltung
Gemäß der Volkszählung 2013 des beninischen Statistikamtes INSAE hatte das Arrondissement 17.883 Einwohner, davon waren 8792 männlich und 9091 weiblich.
Von den 91 Dörfern und Quartieren der Kommune Nikki entfallen zehn auf Tasso:
1. Chein-Tasso
2. Déman
3. Fo-Darou
4. Gan-Gbérou
5. Gbabiré
6. Goré
7. Kpébourabou
8. Sinangourou
9. Tanakpé
10. Tasso